# Licio Gelli
Pour les articles homonymes, voir Gelli.
Licio Gelli, né le 21 avril 1919 à Pistoia (Italie) et mort le 15 décembre 2015 à Arezzo, est un financier italien et vénérable maître de la loge maçonnique P2. Il est condamné pour la banqueroute frauduleuse de la Banco Ambrosiano et pour entrave à la justice à des fins de terrorisme concernant l’attentat de la gare de Bologne causant 85 morts. Cinq ans après sa mort, il est considéré comme l’organisateur de cet attentat.

## Biographie
Licio Gelli, naît dans une famille modeste le 21 avril 1919 à Pistoia en Toscane sous la royauté italienne. Son père est tailleur. Très tôt, il est membre du parti fasciste italien, ce qui est courant sous le régime de Benito Musolini.
Militant fasciste, Licio Gelli participe à la guerre civile espagnole dans les rangs des volontaires fascistes qui soutiennent le général espagnol Francisco Franco. Il est recruté par les services de renseignement de la CIA en 1944. Après la guerre, il travaille en Italie comme dirigeant d'entreprise.
En novembre 1963, il rejoint une loge maçonnique et y atteint rapidement le troisième degré (maître maçon). Il est encouragé par le grand maître du Grand Orient d'Italie Giordano Gamberini à former un cercle de gens importants dont certains pourraient devenir maçons et se révéler utiles au développement de la maçonnerie. Gelli recrute au départ des officiers à la retraite, puis des officiers d'active et recrute finalement au sein même de la structure du pouvoir en Italie.
Gelli devient ainsi vénérable maitre de la loge P2, proche de Silvio Berlusconi, membre de cette même loge. Licio Gelli est l'un des appuis majeurs de sa montée au pouvoir.
Il est soupçonné d'être impliqué dans de nombreux scandales en Italie dans les années 1970, 1980 et 1990 : Tangentopoli (qui mène à l'opération d'anti-corruption de Mani pulite) ; Gladio (les réseaux anticommunistes stay-behind de l'Otan) ; le meurtre du président du Conseil italien Aldo Moro en 1978 ; l'attentat de la piazza Fontana (1969) ; et enfin une tentative de sécession de la Sicile par la mafia avec l'aide de la Libye[réf. nécessaire]. Il a été condamné pour la banqueroute frauduleuse de la Banco Ambrosiano (dont la Banque du Vatican est le principal actionnaire, et qui mène à l'assassinat du directeur de la Banco Ambrosiano, Roberto Calvi, surnommé par certains « Le Banquier de Dieu », un grand ami de Licio Gelli) et pour obstruction à la justice à des fins de terrorisme pour l'attentat de la gare de Bologne en 1980.
Licio Gelli, qui est fait comte par l'ex-roi Humbert II le 10 juillet 1980, est également chevalier de Malte, commandeur avec étoile de l'ordre de Saint-Sylvestre et commandeur de l'ordre du Mérite de la République italienne.
Le 10 août 1983, il s'évade de la prison genevoise de Champ-Dollon (Suisse), dans laquelle il était détenu dans l'attente d'une extradition en Italie, à la suite du scandale de la loge P2.
Le 21 Septembre 1987, il se constitue prisonnier à Genève. Pour obtenir son extradition, les juges italiens doivent abandonner les poursuites pour crimes d'ordre politique. Il est ainsi jugé en Italie seulement pour délits financiers.
Il vit en résidence surveillée dans sa villa Wanda à Arezzo, en Toscane jusqu'à sa mort, à 96 ans, le 15 décembre 2015. Il demande à être enterré avec les insignes fascistes.
En 2020, les dernières enquêtes concluent qu’il a financé et organisé l’attentat de la gare de Bologne, le plus meurtrier de l’histoire de l’Italie.